# パチスロ0-3号機一覧
パチスロ0-3号機一覧（パチスロ0-3ごうきいちらん）は、1992年に登場したいわゆるパチスロ4号機以前の、パチスロ0号機から3号機までの機種名の一覧である。パチスロ4号機についてはパチスロ4号機一覧を、パチスロ5号機についてはパチスロ5号機一覧を参照のこと。
- 表記は「機種名」（メーカー・○号機）の順とする（何号機か不明の場合は表記なし）。
- 五十音順掲載。
- メーカー名は現社名で表記。現在存在しないメーカーは発売時のメーカー名で表記。

| 目次 | 目次 | 目次 | 目次 | 目次 | 目次 | 目次 | 目次 | 目次 | 目次 | 目次 |
| ---- | ---- | ---- | ---- | ---- | ---- | ---- | ---- | ---- | ---- | ---- |
| わ   | ら   | や   | ま   | は   |      | な   | た   | さ   | か   | あ   |
|      | り   |      | み   | ひ   |      | に   | ち   | し   | き   | い   |
| を   | る   | ゆ   | む   | ふ   |      | ぬ   | つ   | す   | く   | う   |
|      | れ   |      | め   | へ   |      | ね   | て   | せ   | け   | え   |
| ん   | ろ   | よ   | も   | ほ   |      | の   | と   | そ   | こ   | お   |

## 概要
1985年に制定された風営法によりパチスロが法律により規定された。
この規定に基づいて製造・販売されたのが1号機であり、それ以前の機種については便宜上0号機と呼ばれる。
また、規定の見直しにより、1988年、1990年にはそれぞれ2号機、3号機が登場した。

## あ

### あ
- アーリーバード（アークテクニコ・1）
- アイランド（コナミアミューズメント・沖縄2）
- アドバンス（ミズホ・0）
- アストロライナー（山佐・2-1）
- アニマル（G）（アークテクニコ・2-1）
- アペックス301(EX)（サミー・2-1）
- アペックス701（サミー・沖縄2）
- アペックス701Z（サミー・沖縄2）
- アポロン（北電子・3-2）
- アメリカーナ（ユニバーサルエンターテインメント・0）*未発売
- アメリカーナボーナス（ユニバーサルエンターテインメント・0）
- アメリカーナボーナスウィン（ユニバーサルエンターテインメント・0）
- アメリカーナマグナム（ユニバーサルエンターテインメント・3-1）
- アメリカーナミント（ユニバーサルエンターテインメント・1.5）
- アメリカーナ15（ユニバーサルエンターテインメント・0）
- アメリカーナXX（ユニバーサルエンターテインメント・1）
- アメリカーナXXXS（ユニバーサルエンターテインメント・沖縄1.5）
- アメリカーナX-2（ユニバーサルエンターテインメント・2-1）
- アラジン（ニイガタ電子・2-2）
- アラジンゴールド（ニイガタ電子・3-2）*未発売
- アラジン2（サミー・3-1）
- アルバトロス（バルテック・沖縄1.5）
- アンクルサム（バルテック・3-2）*未発売

### う
- ウインクル（コナミアミューズメント・2-1）
- ウルトラ80（北電子・0）

### え
- エンパイア（サミー・0）
- F-1（パル工業・2-2）

### お
- OKIドリームセブン（コナミアミューズメント・沖縄3）
- オリンピア7（オリンピア・0）

## か

### か
- カーニバル（オリンピア・0）
- カーニバルII（オリンピア・0）
- カーニバル7（オリンピア・0）
- ガリバーII（北電子・2-1）
- ガリバースペシャル（北電子・2-2）
- ガルーダ（タイヨー・2-1）

### き
- キャスター（北電子・1）
- キューティーフルーツS（サミー・2-2）
- キングジャガー（ユニバーサルエンターテインメント・0）

### く
- クーガー（大東音響・1）
- クーガーXX（大東音響・1.5）
- クルーザー（北電子・沖縄2）
- クレージーバブルス（アークテクニコ・2-2）
- グレートハンター（大都技研・3-2）

### こ
- コーラルビーチエキストラ（アークテクニコ・沖縄1.5）
- ゴールデンスターマークⅡ（メグミ商事・0）
- ゴールドベンハー（大東音響・2-2）
- コンチネンタルI（ミズホ・3-1）
- コンチネンタルII（ユニバーサルエンターテインメント・3-2）
- コンチネンタルIII（メーシー・3-1）
- コンチネンタルIV（ミズホ・3-2）*未発売

## さ

### さ
- ザ・オーシャン（バルテック・沖縄1.5）
- サーカス（北電子・0）
- サザンクロス（バルテック・沖縄1）
- サファリラリー（大都技研・2-1）

### し
- シーホーク（大東音響・沖縄3）
- ジェミニ（マックスアライド・0）
- シカゴ（マックスアライド・0）
- ジャックポット（ユニバーサルエンターテインメント・0）
- ジャックポット（オリンピア・0）
- ジャックポット7（オリンピア・0）
- シャトルI（バルテック・1）
- ジャンプ（バルテック・2-1）
- ジュピター（岡崎産業・0）
- シリアス（マックスアライド・0）

### す
- スーパーウインクル（コナミアミューズメント・2-2）
- スーパーオリンピア（オリンピア・0）
- スーパーコップ（北電子・3-1）
- スーパーゴールド（ニイガタ電子・1）
- スーパーゴールドⅡ（ニイガタ電子・1.5）
- スーパースター（コナミアミューズメント・0）
- スーパーセブン（コナミアミューズメント・0）
- スーパーセブン（パイオニア・2-1）
- スーパートロピカーナ（ユニバーサルエンターテインメント・0）
- スーパーバニーガール（オリンピア・2-2）
- スーパー3ライン（ユニバーサルエンターテインメント・0）
- スーパー5ライン（ユニバーサルエンターテインメント・0）
- スーパープラネット（山佐・3-1）
- スーパーマリーナ（ユニバーサルエンターテインメント・沖縄3）
- スターダスト（オリンピア・1）
- スターダストII（オリンピア・1）
- スパイス（アークテクニコ・3-2）*未発売
- スペーススペクター（ネット・3-2）
- スペースバトル（ネット・3-1）

### せ
- セブンターゲット（コナミアミューズメント・0）
- セブンボンバー（バルテック・3-1）
- センチュリー21（ミズホ・2-2）

## た

### た
- ダイナマイト（ユニバーサルエンターテインメント・0）
- タッチダウン（バルテック・2-2）

### ち
- チャレンジマン（岡崎産業2-1）
- チャレンジマン7（岡崎産業・3-2）
- チャレンジマンAZ（岡崎産業・2-2）
- チャンスマン（東京ユニテック・0）
- チャンピオン（サミー・0）

### て
- デートライン（ラスター・1）
- デートライン21（ラスター・1.5）
- デートラインZ-1（ラスター・2-1）
- デートライン銀河（ラスター・2-2）
- デートライン銀河II（ラスター・3-1）
- テキサス（バルテック・1.5）

### と
- トライアンフ（タイヨー・3-2）
- ドリームセブン（コナミアミューズメント・3-1）
- ドリームセブンJr.（コナミアミューズメント・3-2）
- ドリームセブンMix（コナミアミューズメント・沖縄3）
- トロピカーナ（ユニバーサルエンターテインメント・0）
- トロピカーナ7（メーシー・1）
- トロピカーナ7UP（メーシー・沖縄1）
- トロピカーナ7X（メーシー・1.5）
- トロピカーナ7S（メーシー・沖縄1.5）
- トロピカーナ777（メーシー・沖縄2）
- トロピカーナA（メーシー・2-1）

## な
- ナイアガラ（サミー・1）
- ナイアガラアルファ7（サミー・沖縄1.5）
- ナイアガラパートIIアルファ（サミー・1.5）
- ナイアガラII（サミー・1）
- ナイアガラ7（サミー・沖縄1）

### に
- ニューキャスター（北電子・1.5）
- ニュースーパーセブン（コナミアミューズメント・0）
- ニュースターダストII（オリンピア・1.5）
- ニュータカシー（コナミアミューズメント・沖縄1）
- ニュータカシーZ（コナミアミューズメント・沖縄1.5）
- ニューデートライン（ラスター・1）
- ニューペガサス（パル工業・1.5）
- ニューモンスター（北電子・0）
- ニューポート（アークテクニコ・1.5）
- ニューヨーカー（マックスアライド・0）
- ニューレッドサン（岡崎産業・1.5）

## は

### は
- ハートビート（ユニバーサルエンターテインメント・沖縄3）
- ハイアップ（タイヨー・1）
- ハイアップ25（タイヨー・沖縄1）
- ハイアップターボ（タイヨー・1.5）
- ハイアップターボ25（タイヨー・沖縄1.5）
- バイキング（アークテクニコ・0）
- バイキングマスター（アークテクニコ・1.5）
- パシフィック（ミズホ・沖縄2）
- パチスロデートライン（ラスター・0）
- パチスロパルサー（尚球社・0）
- パチスロナイト（尚球社・0）
- パルサーナイト（尚球社・0）
- パルサーXXII（ネット・1）
- パルサーXXΣ（ネット・1.5）
- バニー（オリンピア・0）
- バニーガール（オリンピア・2-1）
- バニーガール7（オリンピア・沖縄2）
- バニーXO（オリンピア・3-1）
- パレード（メーシー・沖縄2）
- ハンター（大都技研・3-1）

### ひ
- ビキニ（オリンピア・沖縄1）
- ビキニII（オリンピア・沖縄1.5）
- ビッグパルサー（山佐・2-2）
- ビッグバン（ネット・2-2）
- ビッグベンハー（大東音響・3-1）

### ふ
- ファイアーバードフラッシュ（ミズホ・沖縄2）
- ファイアーバード7（ミズホ・1）
- ファイアーバード7U（ミズホ・1.5）
- ファイアーバードEX（ミズホ・2-1）
- フェニックス（コナミアミューズメント・沖縄1.5）
- フォーチュンワン（パイオニア・1）
- フォーチュンワンII（パイオニア・1.5）
- フォーチュンワンZ（パイオニア・1）
- ブラックパンサー（ユニバーサルエンターテインメント・0）
- フラッシュ（ニイガタ電子・2-1）
- フラッシュ7（ニイガタ電子・沖縄2）
- フラッシュ7Z（ニイガタ電子・沖縄2）
- フラッシュクイーン（サミー・0）
- プラネット（山佐・1）
- プラネットII（山佐・1.5）
- プラネットV（山佐・1.5）
- フルーツチャンス（ネット・2-1）
- プレイガールII（オリンピア・0）
- プレイガール7（オリンピア・0）
- ブロンコ（アークテクニコ・1）

### へ
- ペガサス（パル工業・1）
- ペガサスラビットII（パル工業・2-1）
- ペガサスEXA（パル工業・3-1）
- ペガサス412（パル工業・3-2）
- ベルアルファ（大都技研・1）
- ベルアルファマークIII（大都技研・1.5）
- ベンハー（大東音響・2-1）

### ほ
- ボーナスパーティー（ユニバーサルエンターテインメント・沖縄3）
- ホールインワン（山佐・3-2）
- ポールスター（アークテクニコ・0）
- ボナンザ（バルテック・1）

## ま

### ま
- マジカルベンハー（大東音響・3-2）
- マリーナ（メーシー・沖縄3）
- マンハッタン（マックスアライド・0）

### み
- ミスターボーナス（サミー・沖縄3）
- ミスターマジック（サミー・3-2）
- ミラクル（岡崎産業・3-1）
- ミラクルUFO（タイヨー・3-1）

### む
- ムサシ（パイオニア・2-2）
- ムサシII（パイオニア・3-1）

### も
- モンスター（北電子・0）
- モンスターパートⅢサーカス（北電子・0）

## ら

### り
- リスキーダック（タイヨー・2-2）
- リノ（ニイガタ電子・3-1）
- リバティーベル（ユニバーサルエンターテインメント・0）
- リバティーベルIII（メーシー・2-2）
- リバティーベルIV（ユニバーサルエンターテインメント・2-2）

### れ
- レッドサン（岡崎産業・1）
- レッドライオン（ユニバーサルエンターテインメント・0）

### ろ
- ロックンロール（大都技研・2-1）

## わ

### わ
- ワイルドキャッツ（アークテクニコ・3-1）
- ワンダーセブン（コナミアミューズメント・1）
- ワンダーセブンZ（コナミアミューズメント・1）
- ワンダーセブンII（コナミアミューズメント・1.5）